# Phostria glyphodalis
Phostria glyphodalis là một loài bướm đêm trong họ Crambidae.